# Naam Shabana
Naam Shabana è un film del 2017 diretto da Shivam Nair.
Pellicola indiana d'azione con protagonista Taapsee Pannu nei panni di Shabana Khan.